# Панкиско дефиле
Панки́ско дефиле (на грузински: პანკისის ხეობა) и обобщено Панки́си (на грузински: პანკისი – Страна на кистинците) е пролом и район около него в Североизточна Грузия, област Кахетия, Ахметска община по горното течение на река Алазани южно от грузинско-руската граница.
В дефилето 75 % от жителите (в 16 населени места) са кистинци – родственици на чеченците, потомци на преселници от Чечения през XVI – XIX век. В района има също и грузински и осетински селища.

## История
През 1990 г. там се установяват бежанци от Чечня след Първата чеченска война. Остават около 600 бежанци от Чечня към февруари 2008 г. от общо 6500 души към юни 2000 г..
По време на Втората чеченска война в пролома сред мирните жители се укриват бойци на непризнатата Чеченска република Ичкерия, включително от отряди на Руслан Гелаев. В средата на лятото на 2004 г. от сили на грузинския спецназ и ФСБ на Русия дефилето напълно е прочистено от нелегални формирования. Проломът пак продължава да се използва за тяхна база до август 2008 г., когато в хода на войната са частично унищожени, а оцелелите преминават в Русия на територията на Дагестан и Ингушетия.